# La Chapelle-Hareng
 La Chapelle-Hareng  là một xã thuộc tỉnh Eure trong vùng Normandie miền bắc nước Pháp.